# 은풍초등학교
은풍초등학교는 대한민국 경상북도 예천군 은풍면 우곡리에 있는 공립 초등학교이다.

## 학교 연혁
- 1928.05.01 은풍공립보통학교로 개교(4년제)
- 1941.04.01 은풍국민학교로 교명 변경
- 1981.03.01 병설유치원 개원
- 1993.03.01 은계ㆍ고항초등학교가 분교장으로 격하
- 1996.03.01 고항분교장 본교에 통폐합
- 1996.09.09 은풍초등학교 교명 개칭
- 2002.11.20 후관 교사 준공(도서실, 과학실, 유치원)
- 2008.03.01 은계분교장 본교에 통폐합
- 2013.03.01 제35대 이봉식 교장선생님 부임
- 2014.02.14 제83회 졸업(총 6,266명)
- 2014.03.01 농산어촌 학교군 및 ICT활용 선도학교 운영
- 2014.03.01 초등학교 6학급, 유치원 1학급 편성

## 참고 자료
- 은풍초등학교 - 한국교육학술정보원 학교알리미